# Mark Zbikowski
Mark Joseph Zbikowski, Zibo (ur. 21 marca 1956 w Detroit) – były architekt Microsoftu i jeden z pierwszych hakerów.
Zaczął pracować w tej firmie kilka lat po jej utworzeniu. Zajmował się systemami MS-DOS, OS/2, Cairo i Windows NT. Jego inicjały (MZ) znajdują się w dwóch pierwszych bajtach każdego pliku wykonywalnego .exe systemów MS-DOS i Windows, gdyż jest on twórcą tego formatu.
W 2006 otrzymał wyróżnienie za 25-letnią pracę w Microsofcie – był trzecią taką osobą, obok Billa Gatesa i Steve'a Balmera. W czerwcu tego samego roku odszedł z firmy, po czym rozpoczął pracę jako wykładowca na Uniwersytecie Waszyngtonu.